# کوئین کمل
کوئین کمل (به انگلیسی: Queen Camel) یک روستا و محله مدنی در بریتانیا است که در سامرست جنوبی واقع شده‌است. کوئین کمل ۹۰۸ نفر جمعیت دارد.